# Hachim Mastour
Hachim Mastour (Reggio Emilia, 15 de junho de 1998) é um futebolista italo-marroquinoque atua como meia-atacante. Atualmente joga pro Union de Touarga. 

## Carreira

### Início
Filho de imigrantes marroquinos, foi contratado pelo Milan em 2012, junto à Reggiana, pelo valor de € 500 mil (R$ 1,5 milhão).

### Milan
Estreou profissionalmente na temporada 2013-14, quando foi incluído por Clarence Seedorf entre os reservas na partida contra o Sassuolo, mas não entrou em campo. No início da temporada 2014-15, foi promovido ao elenco profissional pelo técnico Filippo Inzaghi, usando a camisa 98 (em referência a seu ano de nascimento).

### Málaga
Em agosto de 2015, Mastour foi emprestado ao Málaga por 2 temporadas, com opção de compra.

### Zwolle
Em julho de 2016, Mastour foi emprestado ao Zwolle por 1 temporada. Ele fez sua estreia na Eredivisie em 13 de agosto, substituindo o companheiro marroquino Youness Mokhtar nos últimos 17 minutos de uma derrota em casa por 0–3 para o Sparta Rotterdam.

### Lamia
Em 4 de setembro de 2018, o clube Lamia da Grécia, anunciou oficialmente a assinatura de Mastour por transferência gratuita, por um contrato no valor de € 200 mil por ano. Ele se ausentou do clube em dezembro e, em fevereiro, seu pai confirmou que isso se devia a uma lesão que ele alegou não estar sendo tratada pelo clube. Após seis partidas sem gols em sete meses, seu contrato foi rescindido por consentimento mútuo em 4 de março de 2019.

### Reggina
Mastour assinou um contrato de três anos com o Reggina em 18 de outubro de 2019. Ele fez sua estreia em 22 de janeiro de 2020, como reserva aos 81 minutos, na derrota em casa por 2 a 1 para o Virtus Francavilla.

### Carpi
Em 14 de janeiro de 2021, após jogar a primeira metade da temporada com o Reggina, Mastour foi emprestado ao clube Carpi até ao final da temporada. Em 24 de janeiro, ele marcou seu primeiro gol profissional na derrota por 5–1 contra o Sambenedettese.

### Renaissance Zemamra
Depois de estar sem clube desde julho de 2021, Mastour assinou com o time marroquino Renaissance Zemamra da segunda divisão marroquina  em 28 de junho de 2022. Ele marcou em sua estreia pelo clube, na vitória por 3–1 contra o Jeunesse Ben Guerir em 11 de setembro.

## Seleção Nacional
Entre 2013 e 2014, Mastour jogou 6 partidas pela Seleção Italiana sub-16, marcando um gol. Em junho de 2015, o jovem atleta, que era elegível para atuar pela Seleção adulta da Itália ou pelo Marrocos, escolheu a equipe africana para representar a partir de então.
A estreia oficial pelos "Leões do Atlas" foi contra a Líbia, pelas eliminatórias para a Copa Africana de Nações de 2017, substituindo Nordin Amrabat no final do jogo, que terminou em 1–0 para o Marrocos. Aos 16 anos e 363 dias, tornou-se o jogador mais jovem a atuar pela Seleção Marroquina.